# Блувштейн, Рахель
Рахель (Рая) Блювштейн (Сэла) (подписывалась обычно одним первым именем Рахель, Рахиль Исеровна (Исаевна) Блювштейн; 20 сентября 1890, Саратов, Российская империя — 16 апреля 1931, Тель-Авив, Палестина) — еврейская поэтесса, переводчица. Писала на иврите.

## Биография
Рахель Блювштейн родилась 20 сентября 1890 года в Вятке или в Саратове. Отец Рахели — Иссер Лейб Блювштейн (1833, Полтава — 1923, Тель-Авив) — восьмилетним ребёнком был отдан в кантонисты. Когда через 25 лет участник обороны Севастополя Иссер Блювштейн отслужил свой срок в царской армии, у него никого не было в целом мире. Но он сумел начать жизнь сначала — создал своё дело в Вятке, разбогател, женился, стал отцом двенадцати детей. Мать Рахели, Софья Эммануловна Мандельштам, была женщиной образованной, знала языки, состояла в переписке с выдающимися деятелями русской культуры, в частности, со Львом Толстым.
Позднее часть семьи переехала в Полтаву, где прошли детство и юность поэтессы. Там она училась в еврейской школе с преподаванием на идише и русском языке, брала первые частные уроки иврита; там же познакомилась с В. Г. Короленко. С 15 лет начала писать стихи по-русски. Окончив школу, Рахель вместе с младшей сестрой Шошаной уехала учиться в Киев (Рахель — живописи, Шошана — литературе и философии).
В 1909 году, в возрасте 19 лет, уехала в Эрец-Исраэль и поселилась в мошаве на берегу озера Кинерет. Здесь она подобно другим пионерам занималась сельскохозяйственным трудом и учила иврит.
В 1913 году Рахель едет в Тулузу (Франция) учиться на агронома, откуда летом ездила в Италию брать уроки живописи (в Риме тогда жил её брат Яков). Пребывание в Тулузе длилось два учебных года. Университет окончила с отличием. Там, в Тулузе, Рахель завела тетрадку с русскими стихами, первая запись в которой с пометкой «Тулуза, 1915». В этот же год Рахель возвращается в Россию навестить родственников в Вятке.
Из-за разразившейся Первой мировой войны Рахель не смогла вернуться в Европу. Она работала с детьми еврейских беженцев в Бердянске и в Саратове, затем жила у родственников в Одессе. В Одессе она работает учительницей, занимается переводами с иврита на русский, публикует в сионистском еженедельнике «Еврейская мысль» стихи и очерки об Израиле.
Как только представилась возможность, в 1919 году, Рахель вернулась в Палестину на корабле «Руслан», и поселилась в кибуце Дегания.
Примерно тогда же Рахель начала писать стихи на иврите. Они отличались элегическим настроением, красочным библейским языком и были проникнуты любовью к еврейскому народу и Земле Израиля. В стихах Рахель часто прибегала к метафорам и обращениям к великим предкам еврейского народа. Она хотела, чтобы её называли только по имени. Чувствуя глубокую душевную связь с библейской Рахилью, она в одном из своих стихотворений писала: «Её голос звучит в моём».
Вскоре Рахель заболела туберкулёзом и была вынуждена оставить работу с детьми. Она становилась всё слабее и слабее, но продолжала писать и переводить стихи с русского, французского и идиша на иврит. Многие её стихи были переложены на музыку и стали национальными песнями Израиля.
Рахель умерла в Тель-Авиве в 1931 году.

## Семья
- Сестра — музыкальный педагог и пианистка Вера Исаевна Диллон (Блювштейн-Диллон), жена дирижёра У. М. Гольдштейна, вместе с которым основала в 1925 году в Харбине первую музыкальную школу (их дочь — пианистка Элла Гольдштейн).
- Р. И. Блювштейн по материнской линии — племянница филолога Иосифа Емельяновича Мандельштама и офтальмолога Макса Емельяновича Мандельштама (1839—1912), заведующего кафедрой глазных болезней Императорского университета святого Владимира в Киеве; внучатая племянница литераторов В. О. Мандельштама и Л. И. Мандельштама. Сыном её двоюродного брата А. С. Каннегисера был поэт Леонид Каннегисер. Троюродные братья — физик Л. И. Мандельштам, биолог А. Г. Гурвич и нефтехимик Л. Г. Гурвич (1871—1926).

## Память
- Именем Рахели Блувштейн названы улицы в Иерусалиме, Петах-Тикве, Ашкелоне, Хайфе, Рамле, Тель-Авиве. К её имени обычно добавляют «поэтесса», чтобы отличить от праматери Рахели (Рахили). Есть улица «Рахель» в Реховоте, на этой улице находится дом, где жила поэтесса.
- 20 сентября 2016 года Google выпустил дудл к 126-летию со дня рождения поэтессы[4].
- В 2017 году Банк Израиля выпустил новую купюру достоинством 20 шекелей с изображением Рахели Блувштейн и цитатами из её стихотворений[5].
- Летом 2022 года в Саратове на набережной появился памятник «Поэтесса»[6], однако в декабре скульптура была демонтирована неизвестными[7]. В январе 2023 года местные общественники заявили, что памятник находится на реставрации, после которой его установят на новом месте[8].